# Ginosa (stacja kolejowa)
Ginosa (wł. Stazione di Ginosa) – stacja kolejowa w Ginosa, w prowincji Tarent, w regionie Apulia, we Włoszech. Znajduje się na linii Jonica (Reggio Calabria – Tarent). 
Według klasyfikacji RFI ma kategorię brązową.

## Linie kolejowe
- Linia Jonica